# Свети Никола (Павлешенци)
Вижте пояснителната страница за други значения на Свети Никола.
„Свети Никола“ или „Свети Николай“ (на македонска литературна норма: „Свети Никола“, „Свети Николај“) е късновъзрожденска православна църква в светиниколското село Павлешенци, източната част на Северна Македония. Част е от Кумановско-Осоговската епархия на Македонската православна църква – Охридска архиепископия.
Църквата е обновена в 1874 година. В 1901 година селяните закупуват от леярницата в Прилеп камбана за 24 златни турски лири. По-късно в двора на църквата е издигната сграда с 2 помещения, в която след 1913 година е разположена Павлешенската община.
- Апсидата
- Камбанарията